# کاروتول
کاروتول (به انگلیسی: Carotol) با فرمول شیمیایی C۱۵H۲۶O یک ترکیب شیمیایی با شناسه پاب‌کم ۴۴۲۳۴۷ است. که جرم مولی آن ۲۲۲٫۳۶۶ g/mol می‌باشد. 